# برج القلعة

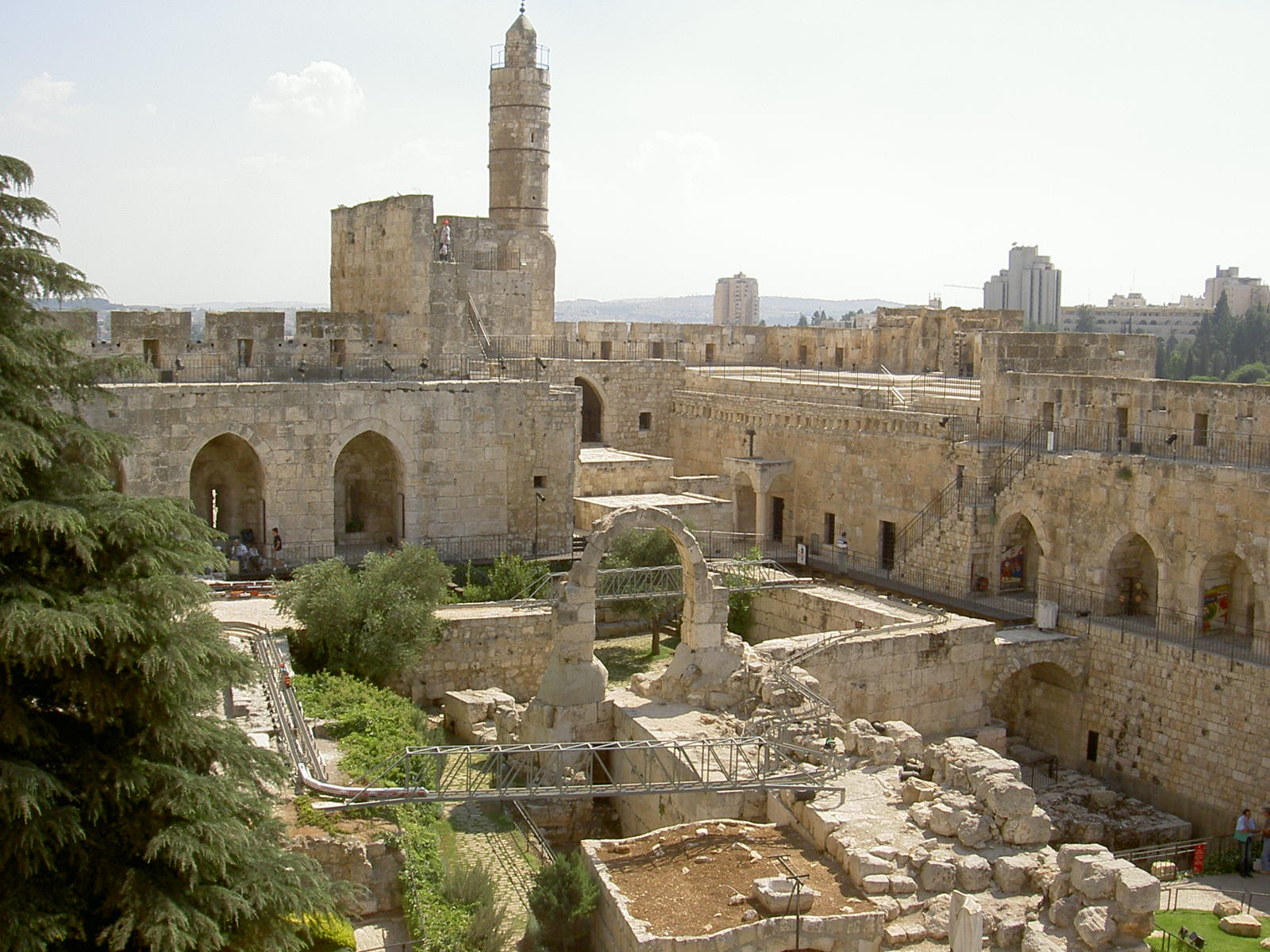
برج القلعة من الخارج

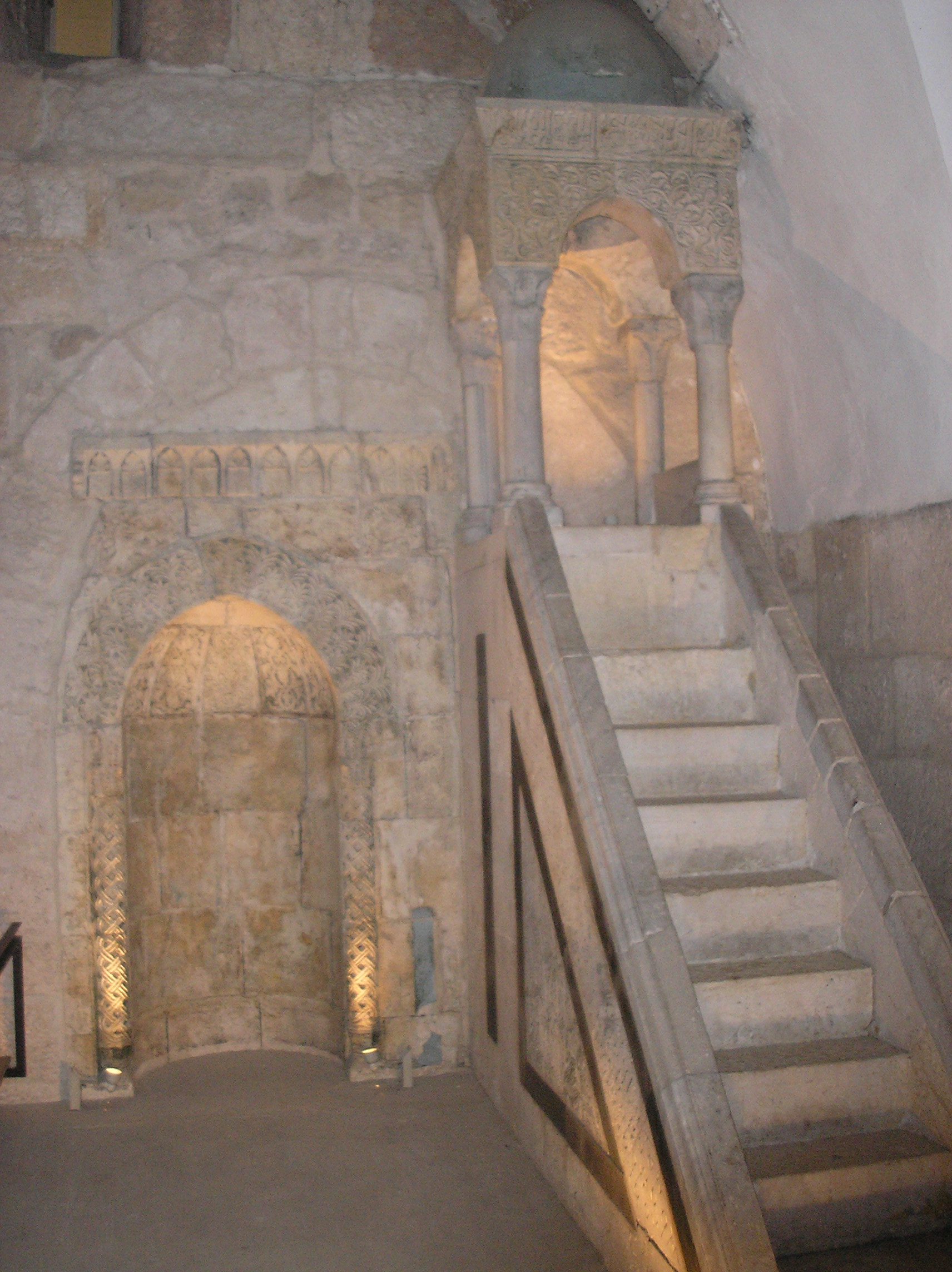
مسجد داخل القلعة

برج قلعة القدس يقع في الجهة الشمالية الغربية للبلدة القديمة للقدس، داخل باب الخليل بجوار قشلة القدس وميدان عمر بن الخطاب. تعتبر من أهم معالم مدينة القدس الشرقية، يطلق عليها اسم القلعة أو قلعة باب الخليل أو  قلعة القدس. وهي معروفة اليوم باسم قلعة داود حيث لا علاقة بداود بن سليمان بها والتسمية جاءت عن طريق الخطأ وانتشر في الكتابات عن القدس.
يعود أول بناء في الموقع إلى القرن الثاني قبل الميلاد حيث توجد آثار لسور المدينة الإغريقي، ولاحقا أضاف هيرودس الحاكم العربي الآدومي لولاية فلسطين الرومية العديد من التحصينات الضخمة المتمثلة بثلاثة أبراج ضخمة لتحصين مدخل المدينة، لكنه على عكس ما يعتقد لم يبن قلعة، وخلد بهذه الأبراج زوجته وأخوه وصديقه المقرب، وما زال أحد هذه الأبراج شامخا حتى الآن والذي يعتقد أنه برج أخيه فصايل، وهو الذي اكتسب خطأ اسم برج داود.
لم يكن اختيار مكان القلعة اعتباطا، فالقدس المحصنة بموانع طبيعة من عدة جهات، تفتقر إلى ذلك في جهتها الغربية لأنها منطقة مرتفعة ومشرفة على جميع نواحي المدينة.[بحاجة لمصدر]
إن القلعة اليوم ملتقى بين بلدة القدس القديمة، والمدينة الحديثة التي امتدت خارج الأسوار، والقلعة بشكلها اليوم هي بناء مملوكي للناصر محمد بن قلاوون، بإضافات وترميمات عثمانية عديدة أهمها التحصين الذي أقامه السلطان سليمان القانوني في عهده، وأبرز معالم القلعة هي المسجد المملوكي، والمسجد الصيفي الذي أقامه سليمان القانوني، ومئذنة من الفترة العثمانية، التي بنيت في زمن السلطان محمد باشا وذلك عام 1655م، وتحديدا في عام 1310.

## محاولة التهويد
أشار الباحث في شؤون القدس زياد ابحيص عن دوافع الاحتلال في سعيه المتواصل لتهويد قلعة القدس. أن الدافع الأول يعود إلى موقع القلعة في الزاوية التي تسمح بتصوير البلدة القديمة وأفق القدس بدون ظهور المسجد الأقصى. قامت بلدية الاحتلال بتنظيم مسابقة  عام 2007  لاختيار أجمل صورة للقدس، وكان الهدف الظاهر هو رسم أفق المدينة ليتناسب مع شعار البلدية، بينما الهدف غير المعلن كان تصوير القدس بشكل يغيب فيه الأقصى. أما الصورة الفائزة كانت مأخوذة من الجهة الجنوبية الغربية للقدس، حيث ظهر فيها سور القلعة فقط، مع العلم أن هذا الجزء يحتوي على قلعة القدس ومئذنة مسجد القلعة، التي كان لا بد من محوها. أما الدافع الثاني إن القلعة ومسجدها يشكلان المعلم الأقرب لمباني القدس الغربية التي احتلها الاحتلال عام 1948، مما يستدعي أن يبدأ الدخول إلى البلدة القديمة من باب الخليل عبر معلم تهويدي كمتحف يروج لرواية مزعومة تهدف لإظهار هوية يهودية في المدينة.

## القلعة وتاريخها
أوضح المؤرخ  يوسف النتشة أن برج القلعة يضم مسجد القلعة، الذي قامت سلطات الاحتلال بتحويله إلى متحف داوود بعد سنوات من الحفر والتنقيب والترميم. كما أشار في تصريحات له  أن الاحتلال يدرك أهمية المسجد كأحد أكبر مساجد القدس بعد المسجد الأقصى المبارك، وكان المسجد الوحيد الذي تقام فيه صلاة الجمعة على الرغم من قربه من الأقصى، وذلك بسبب وجود مئات الجنود من الانكشارية العثمانية لحماية القلعة والقدس. كما إن معظم البناء الحالي لقلعة القدس يعود إلى الفترات الأيوبية والمملوكية والعثمانية، مشيرًا إلى أن البناء يمتد غربًا في أضعف نقطة بالقدس القديمة من ناحية التحصينات مقارنة مع بقية حدود المدينة، حيث تقع الجهة الغربية للمدينة في منطقة مرتفعة وغير محاطة بالجبال. كما تحتوي قلعة القدس على آثار تعود إلى القرن الثاني قبل الميلاد وصولاً إلى العهد العثماني الإسلامي، حيث أضافت كل فترة زمنية إلى القلعة إضافات معمارية أو قامت بترميمها. رغم ذلك، بقيت القلعة طوال العصور المختلفة تستخدم كمقر للقيادة والجنود، وسجن، حيث كان يرابط فيها 200 مقاتل من الجنود الانكشارية في العهد العثماني.